# Beyrède-Jumet-Camous
Beyrède-Jumet-Camous est une commune nouvelle située dans le département des Hautes-Pyrénées, en région Occitanie, créée le 1er janvier 2019.

## Géographie

### Localisation
Village situé dans les Pyrénées en vallée d'Aure en bordure de la route départementale 929, à une altitude moyenne de 600 mètres. Il se trouve à cinq kilomètres d’Arreau, capitale historique de la vallée.

### Communes limitrophes
Les communes limitrophes sont  Ardengost, Arreau, Aspin-Aure, Campan, Esparros, Fréchet-Aure, Hèches, Ilhet et Sarrancolin.
| Esparros   | Hèches               | Sarrancolin, Ilhet      |
| Campan     | Beyrède-Jumet-Camous | Sarrancolin             |
| Aspin-Aure | Arreau               | Ardengost, Fréchet-Aure |

### Hydrographie

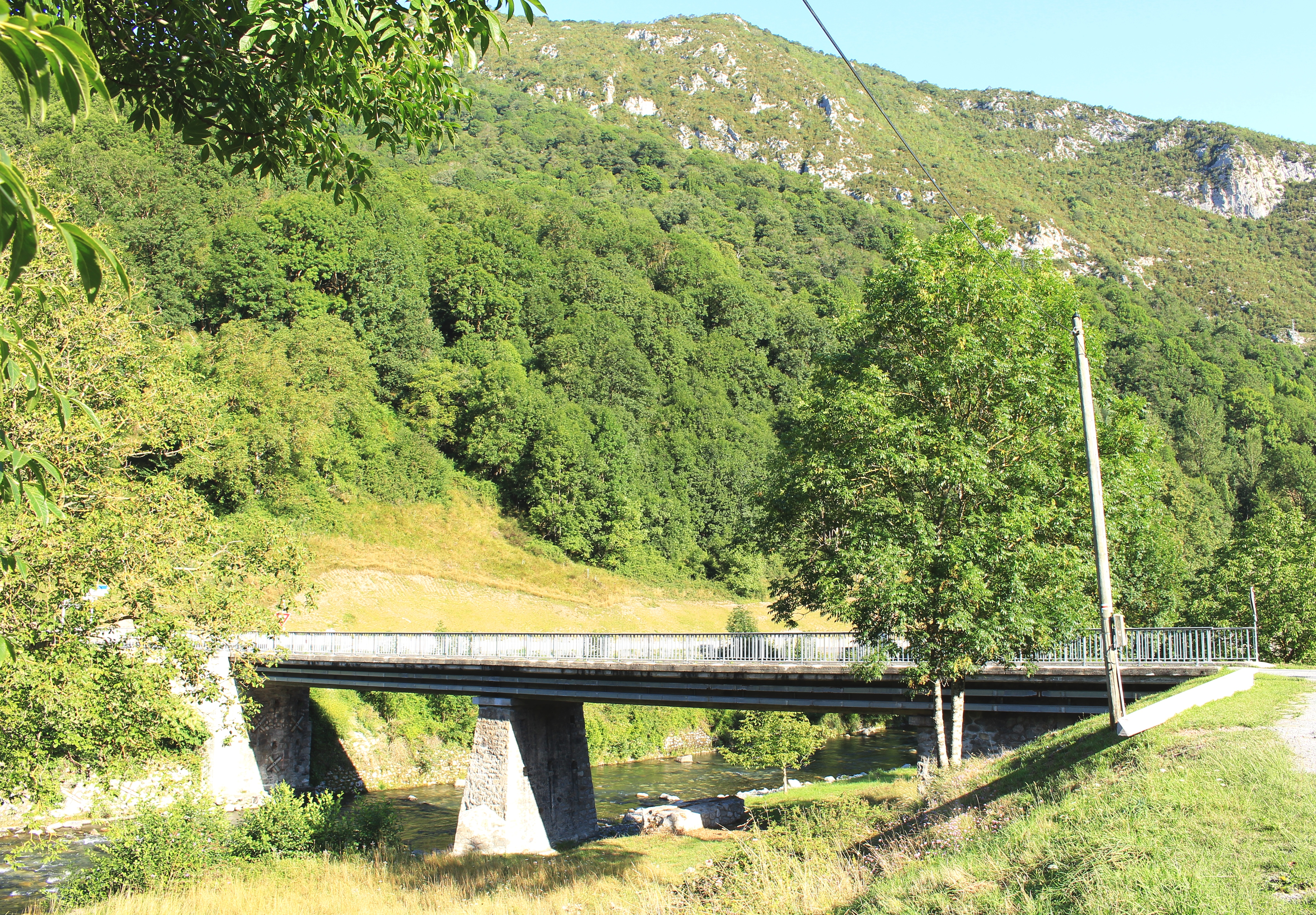
Le pont à Camous au-dessus de la Neste.

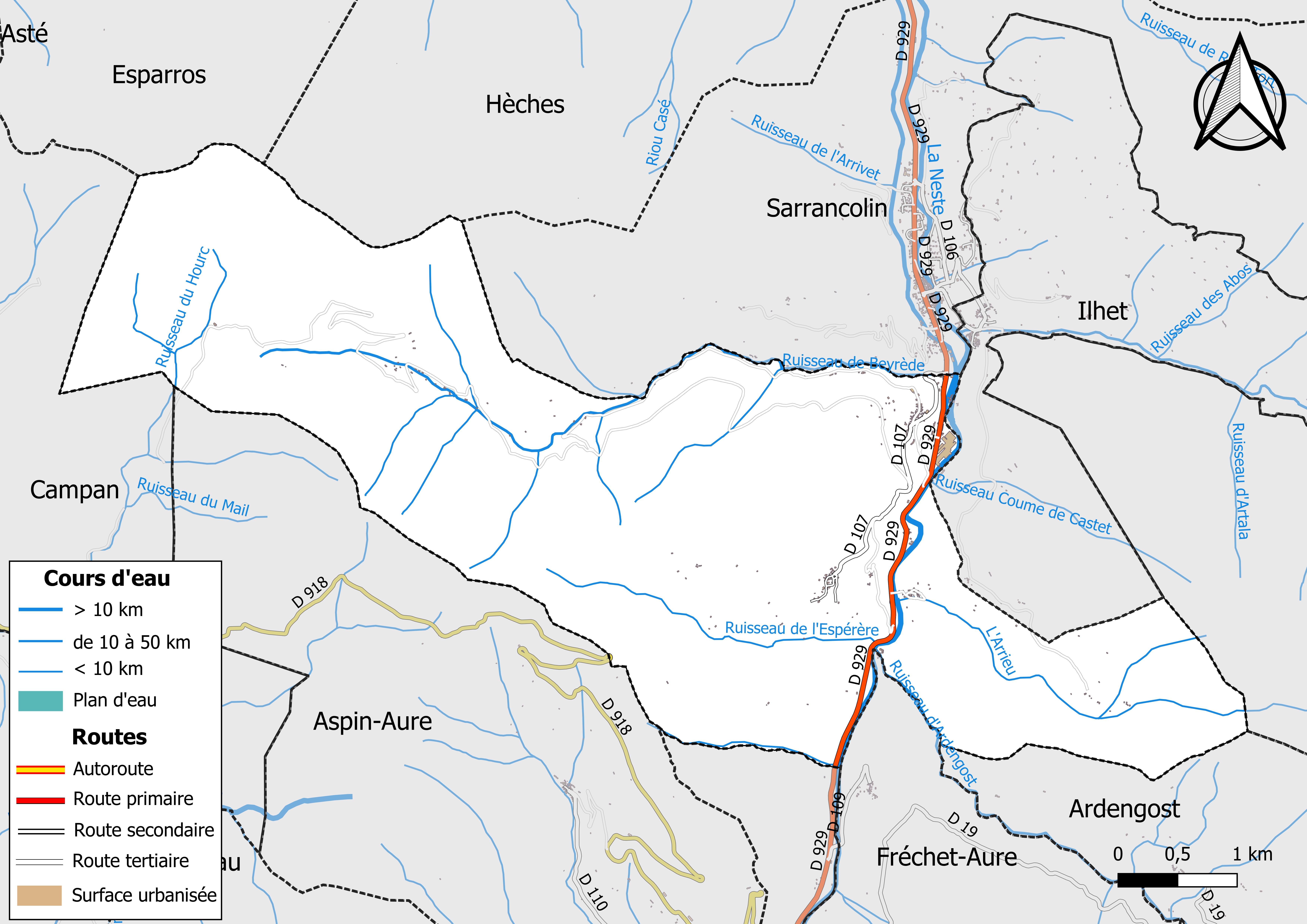
Réseaux hydrographique et routier de Beyrède-Jumet-Camous.

La Neste est le principal cours d'eau de la commune. Le ruisseau de l'Arrieu traverse Camous d'ouest en est avant de se jeter dans la Neste.

Le ruisseau de Beyrède traverse le village d'ouest en est avant de se jeter dans la Neste et forme une partie de la limite nord avec la commune de Sarrancolin.

Le ruisseau de Meye Lègue traverse le village d'ouest en est avant de se jeter dans la Neste et forme une partie de la limite sud avec la commune d'Arreau.

La Neste traverse le village du sud au nord et forme la limite est avec les communes de Fréchet-Aure, d'Ilhet et de Camous.

Le ruisseau de l'Esperère traverse le village d'ouest en est avant de se jeter dans la Neste et le ruisseau du Mouné se jette dans le ruisseau de Beyrède.

### Climat

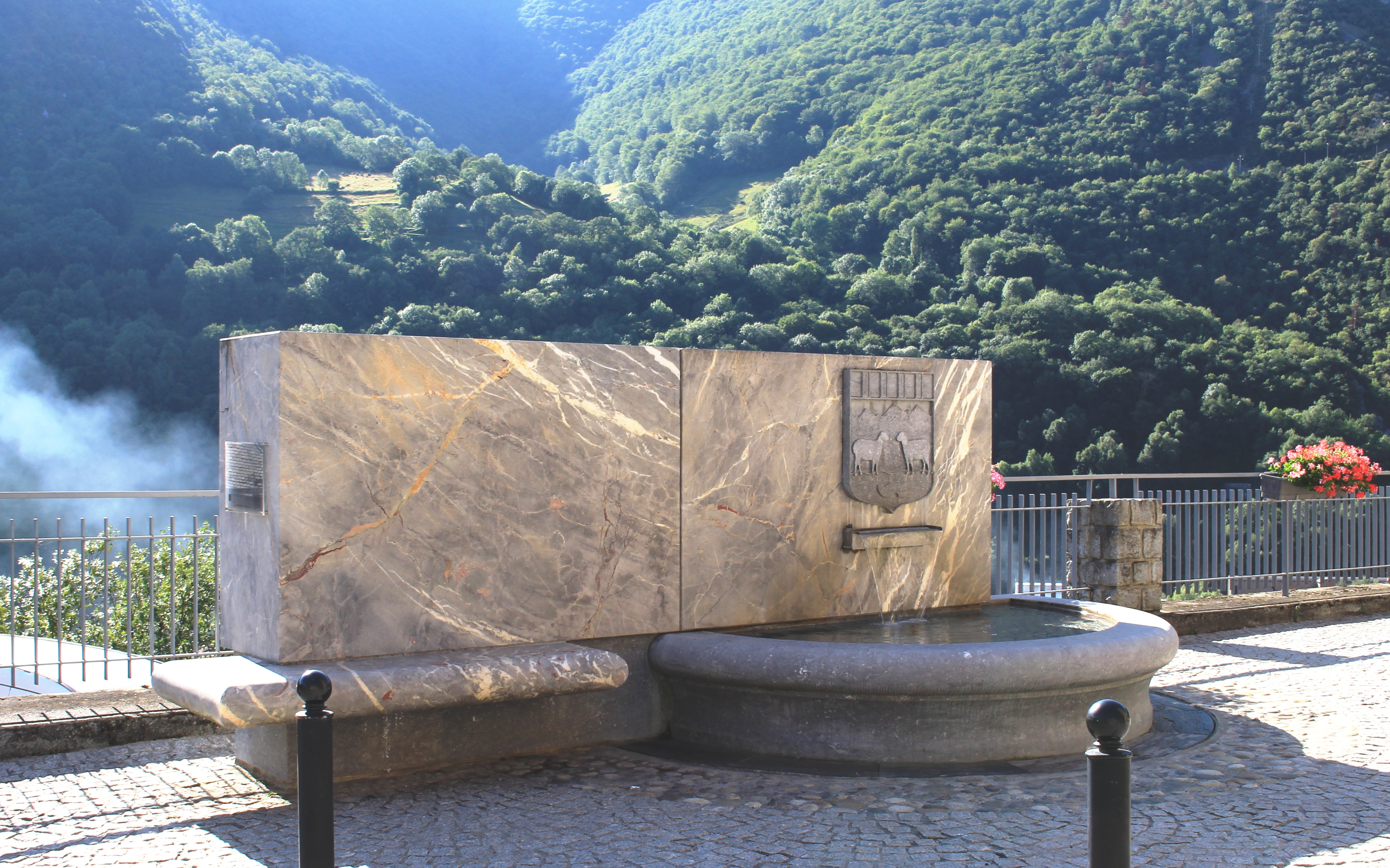
La fontaine.

Le climat qui caractérise la commune est qualifié, en 2010, de « climat des marges montargnardes », selon la typologie des climats de la France qui compte alors huit grands types de climats en métropole. En 2020, la commune ressort du type « climat de montagne » dans la classification établie par Météo-France, qui ne compte désormais, en première approche, que cinq grands types de climats en métropole. Pour ce type de climat, la température décroît rapidement en fonction de l'altitude. On observe une nébulosité minimale en hiver et maximale en été. Les vents et les précipitations varient notablement selon le lieu.
Les paramètres climatiques qui ont permis d’établir la typologie de 2010 comportent six variables pour les températures et huit pour les précipitations, dont les valeurs correspondent à la normale 1971-2000. Les sept principales variables caractérisant la commune sont présentées dans l'encadré ci-après.
| Paramètres climatiques communaux sur la période 1971-2000 - Moyenne annuelle de température : 11 °C - Nombre de jours avec une température inférieure à −5 °C : 3,3 j - Nombre de jours avec une température supérieure à 30 °C : 4,5 j - Amplitude thermique annuelle : 15,1 °C - Cumuls annuels de précipitation : 1 080 mm - Nombre de jours de précipitation en janvier : 10,3 j - Nombre de jours de précipitation en juillet : 8 j |

Avec le changement climatique, ces variables ont évolué. Une étude réalisée en 2014 par la Direction générale de l'Énergie et du Climat complétée par des études régionales prévoit en effet que la  température moyenne devrait croître et la pluviométrie moyenne baisser, avec toutefois de fortes variations régionales. Ces changements peuvent être constatés sur la station météorologique de Météo-France la plus proche, « Arreau Borderes », sur la commune d'Arreau, mise en service en 1943 et qui se trouve à 6 km à vol d'oiseau,, où la température moyenne annuelle est de 9,6 °C et la hauteur de précipitations de 894,8 mm pour la période 1981-2010.
Sur la station météorologique historique la plus proche, « Tarbes-Lourdes-Pyrénées », sur la commune d'Ossun,  mise en service en 1946 et à 41 km, la température moyenne annuelle évolue de 12,2 °C pour la période 1971-2000, à 12,6 °C pour 1981-2010, puis à 12,9 °C pour 1991-2020.

### Voies de communication et transports

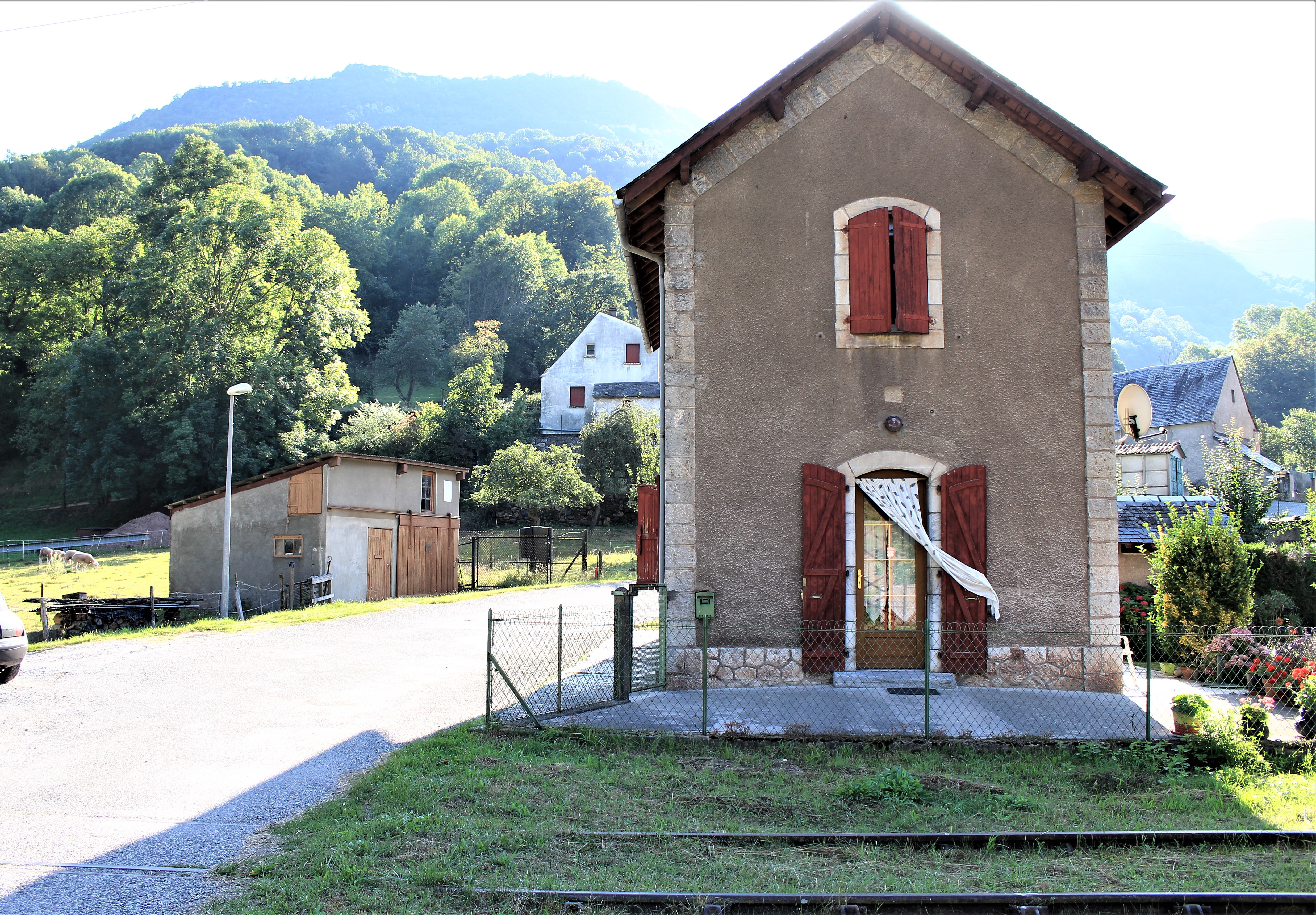
Le passage à niveau de Camous sur la ligne de Lannemezan à Arreau - Cadéac.

Cette commune est desservie par la route départementale D 929 et par la route départementale D 107.

### Risques naturels et technologiques

Sélection de vues des hameaux.
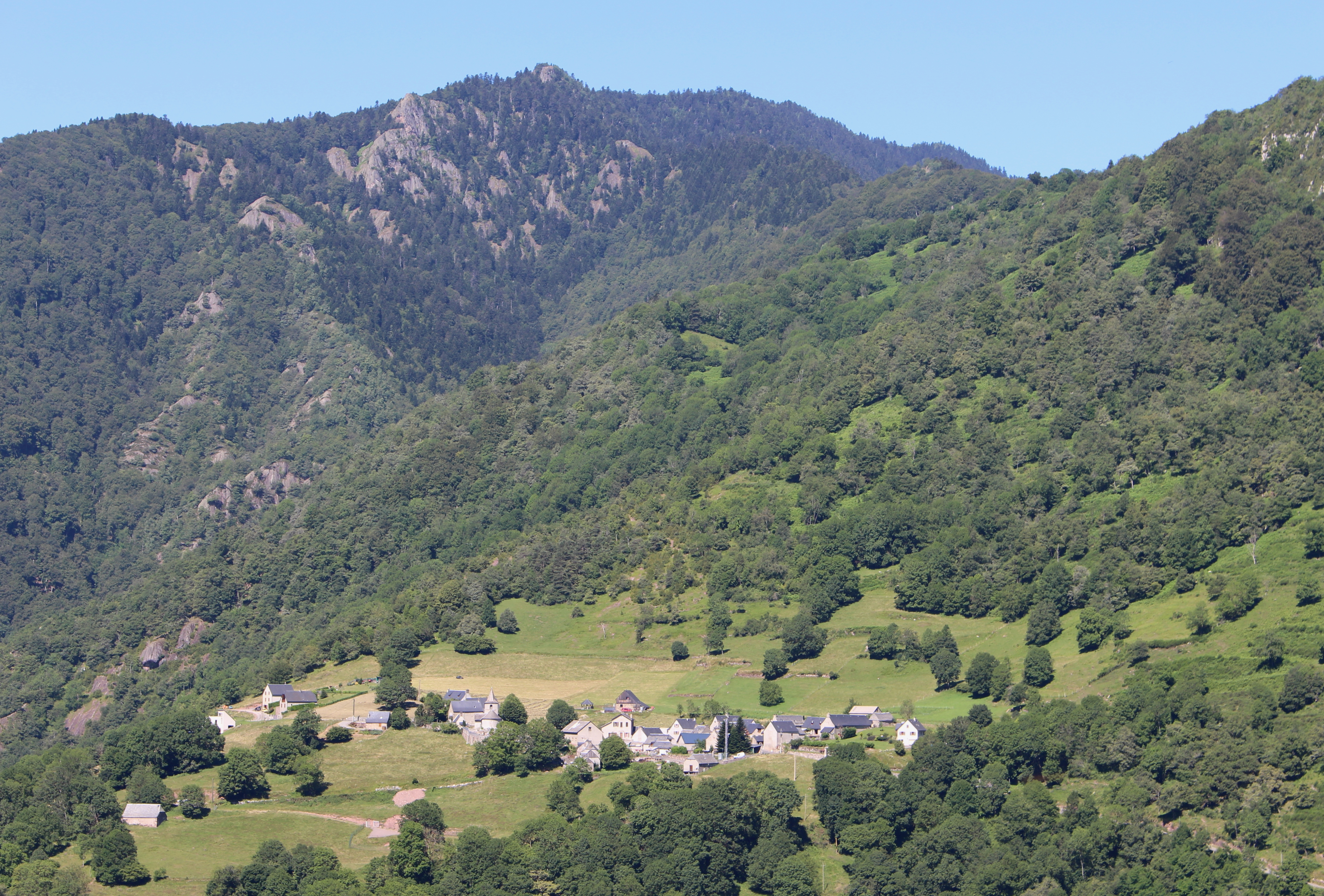
Vue de Jumet
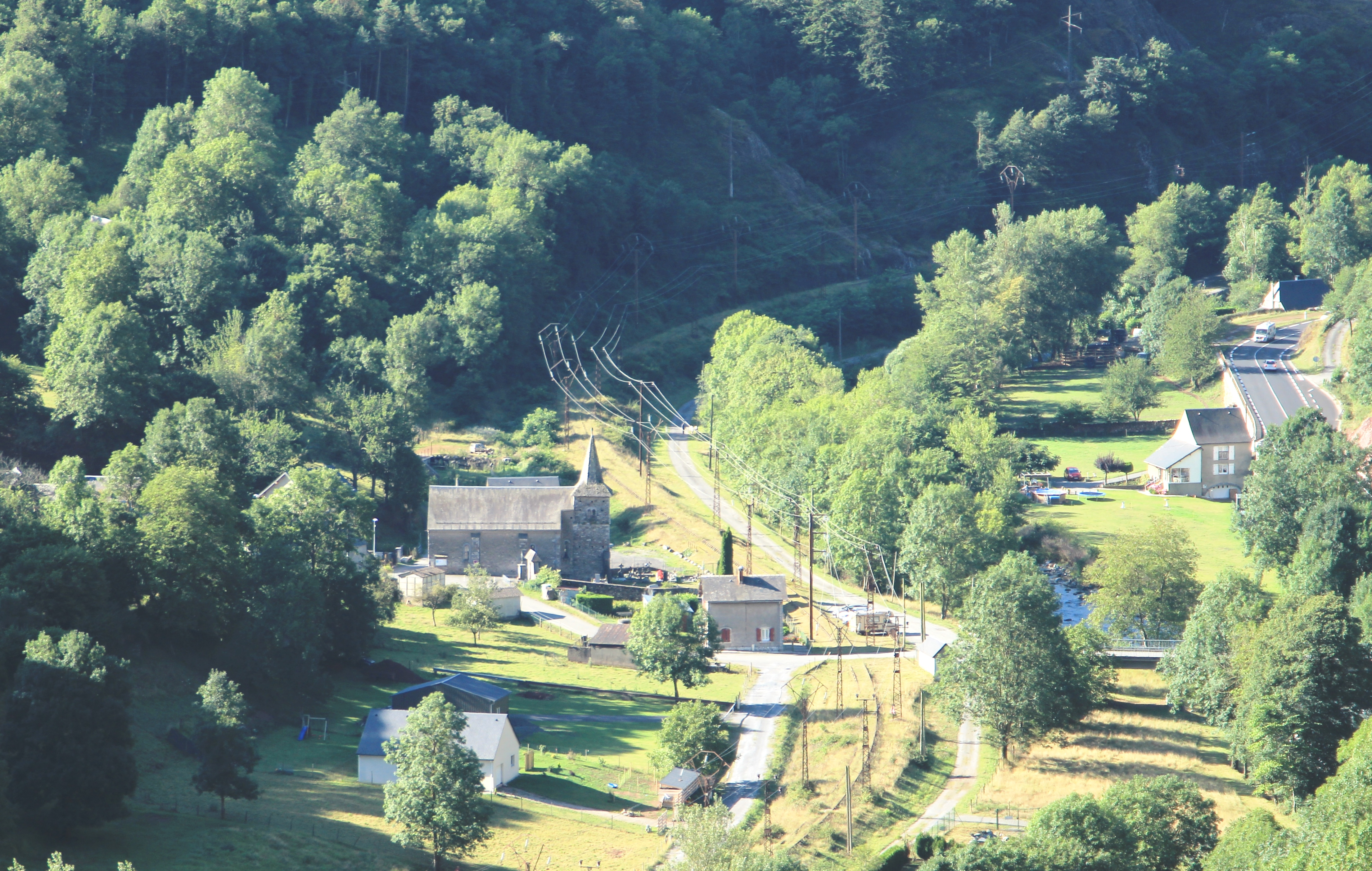
Vue de Camous

## Urbanisme

### Typologie
Au 1er janvier 2024, Beyrède-Jumet-Camous est catégorisée commune rurale à habitat dispersé, selon la nouvelle grille communale de densité à sept niveaux définie par l'Insee en 2022.
Elle est située hors unité urbaine et hors attraction des villes,.

## Toponymie

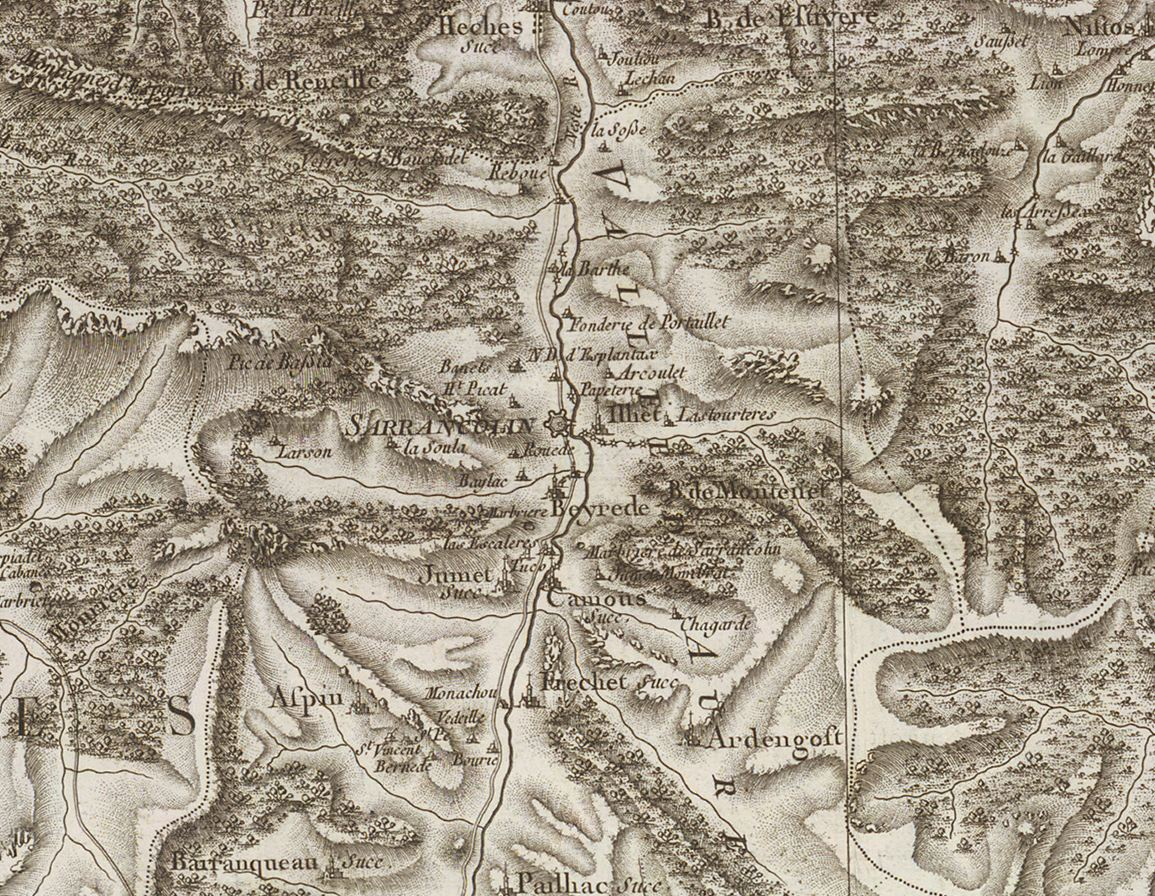
Extrait de la carte de Cassini (entre 1756 et 1789) situant Beyrède-Jumet-Camous au sud de Sarrancolin

On trouvera les principales informations dans le Dictionnaire toponymique des communes des Hautes-Pyrénées de Michel Grosclaude et Jean-François Le Nail qui rapporte les dénominations historiques du village :

### Beyrède
Dénominations historiques :
- Arnaldus de Beireda, latin et gascon (1216, actes Bonnefont) ;
- De Beyreda, (1387, pouillé du Comminges) ;
- Beyrede, (fin XVIIIe siècle, carte de Cassini).

Nom occitan : Veireda.

### Jumet
Dénominations historiques :
- de Jumeto Vezano, de Jumeto, latin (1387, (pouillé du Comminges) ;
- Jumet, (fin XVIIIe siècle, carte de Cassini).

Nom occitan : Jumet.

### Camous
Dénominations historiques :
- De Camorcio, latin (1387, (pouillé du Comminges) ;
- Camours, (1767, Larcher, cartulaire du Comminges) ;
- Camous, (fin XVIIIe siècle, carte de Cassini).

Étymologie : probablement de Camon (= terrain fertile). Finale énigmatique.
Nom occitan : Camors.

## Histoire
Une carrière de Beyrède, ouverte à l'initiative de Louis-Antoine de Pardaillan de Gondrin a fourni un marbre appelé « brèche d'Antin », qui fut le préféré de Louis XIV et fut utilisé pour de nombreuses cheminées au Château de Versailles, par exemple la cheminée monumentale du Salon d'Hercule.
Par un arrêté préfectoral du 28 décembre 2018, la commune est créée au 1er janvier 2019 résultant du regroupement des communes de Beyrède-Jumet et Camous.

### Cadastre napoléonien
Les plans cadastraux napoléonien de Beyrède-Jumet et de Camous sont consultable sur le site des archives départementales des Hautes-Pyrénées,.

## Politique et administration

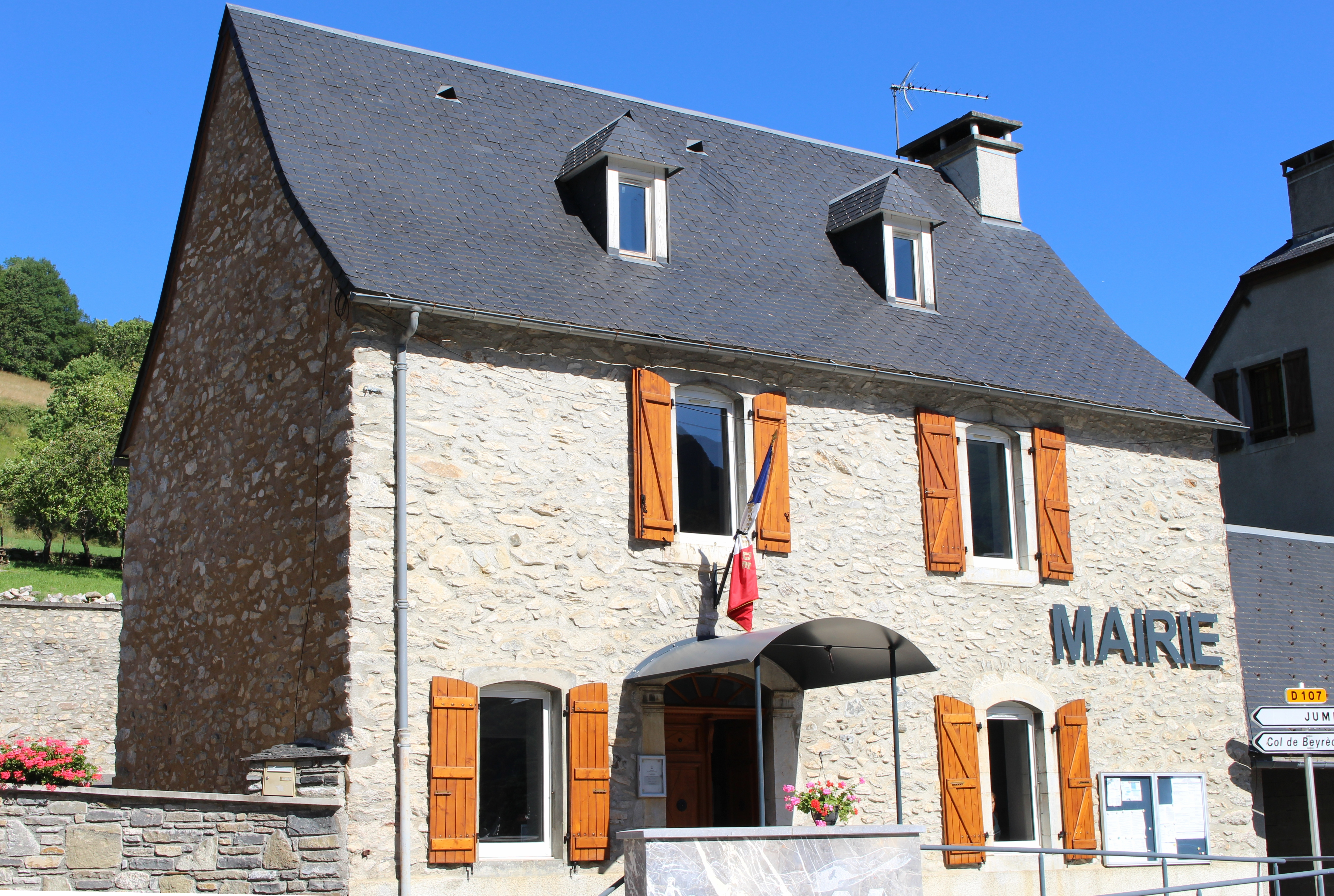
La mairie de Beyrède en 2016.

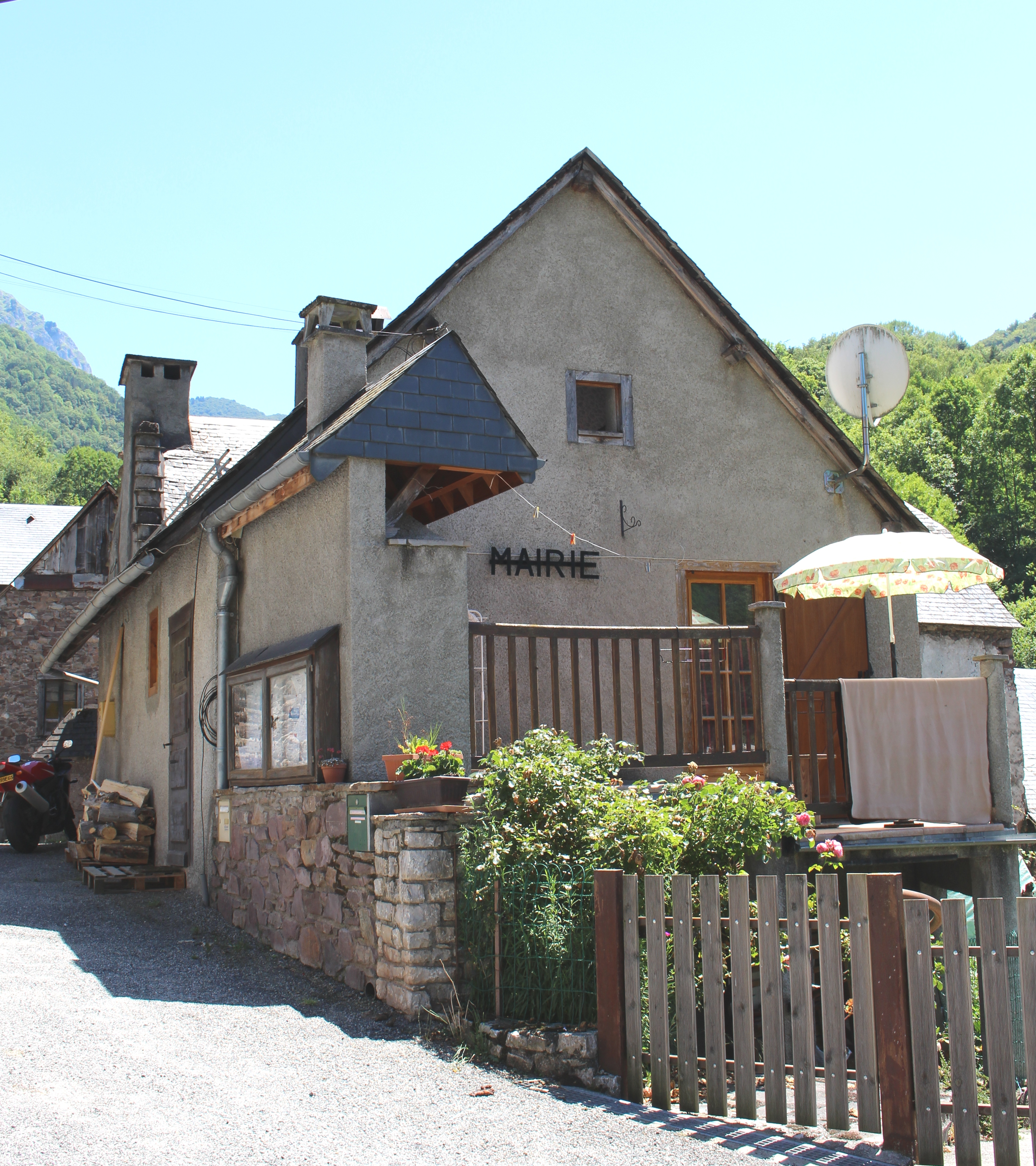
L'annexe de Camous.

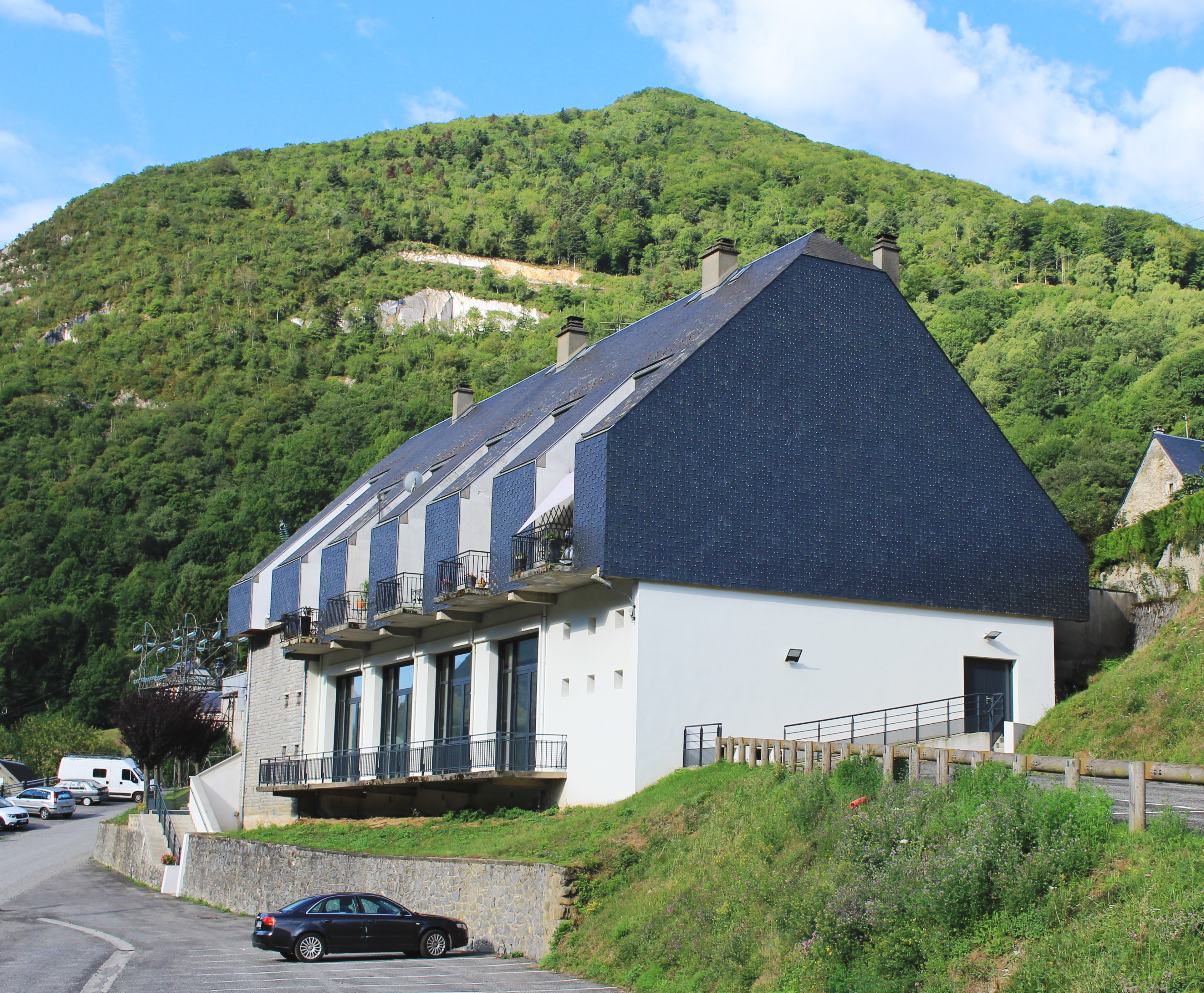
Le foyer rural à Beyrède en 2021.

### Administration municipale
Jusqu'aux prochaines élections municipales de 2020, le conseil municipal de la nouvelle commune est constitué de l'ensemble des conseillers municipaux des anciennes communes.
| Nom                   | Code Insee | Intercommunalité      | Superficie (km2) | Population (dernière pop. légale) | Densité (hab./km2) |
| --------------------- | ---------- | --------------------- | ---------------- | --------------------------------- | ------------------ |
| Beyrède-Jumet (siège) | 65092      | CC Aure Louron        | 15,9             | 188 (2016)                        | 12                 |
| Camous                | 65122      | CC des Véziaux d'Aure | 3,29             | 25 (2016)                         | 7,6                |

### Liste des maires
| Période                                  | Période   | Identité      | Étiquette | Qualité                            |
| ---------------------------------------- | --------- | ------------- | --------- | ---------------------------------- |
| Les données manquantes sont à compléter. |           |               |           |                                    |
| janvier 2019                             | mars 2020 | Gilbert Rotge |           | Maire de Beyrède-Jumet (2001-2018) |
| mars 2020                                | en cours  | Frédéric Llop |           |                                    |

### Rattachements administratifs et électoraux

#### Historique administratif
Beyrède-Jumet : Sénéchaussée de Toulouse, élection de Comminges, canton de Sarrancolin (1790), d'Arreau (depuis 1801). Jumet, d'abord commune du canton de Sarrancolin en 1790, est rattachée entre 1791 et 1801 à Beyrède, fusion avec Camous le 1er janvier 2019.
Camous : Sénéchaussée d'Auch, pays des Quatre-Vallées, vallée d'Aure, canton de Sarrancolin (1790), d'Arreau (depuis 1801), fusion de la commune avec Beyrede-Jumet le 1er janvier 2019.

## Population et société

### Enseignement
La commune dépend de l'académie de Toulouse. Elle ne dispose plus d'école en 2018.

### Sports

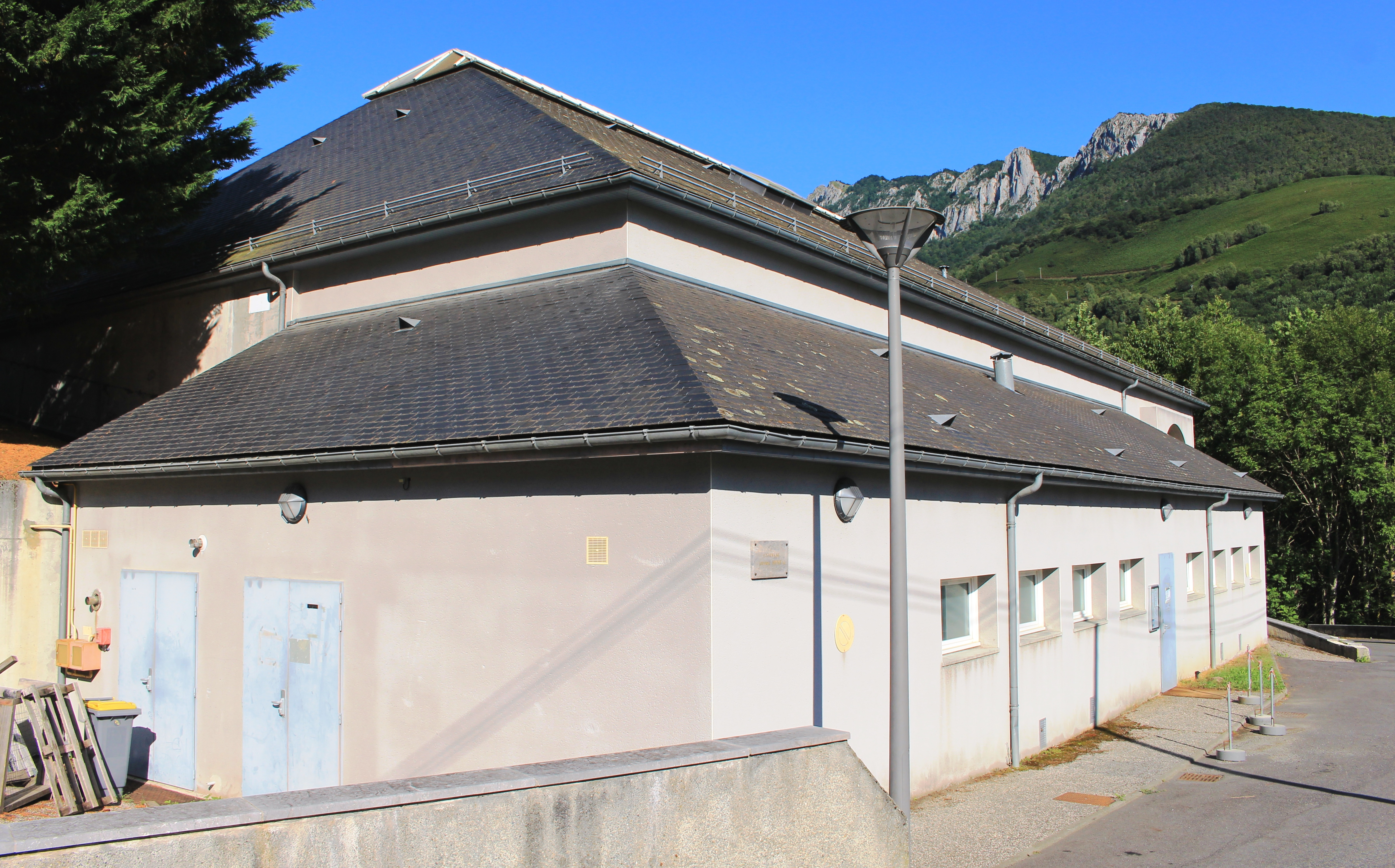
Le gymnase à Beyrède en 2021.

## Culture locale et patrimoine

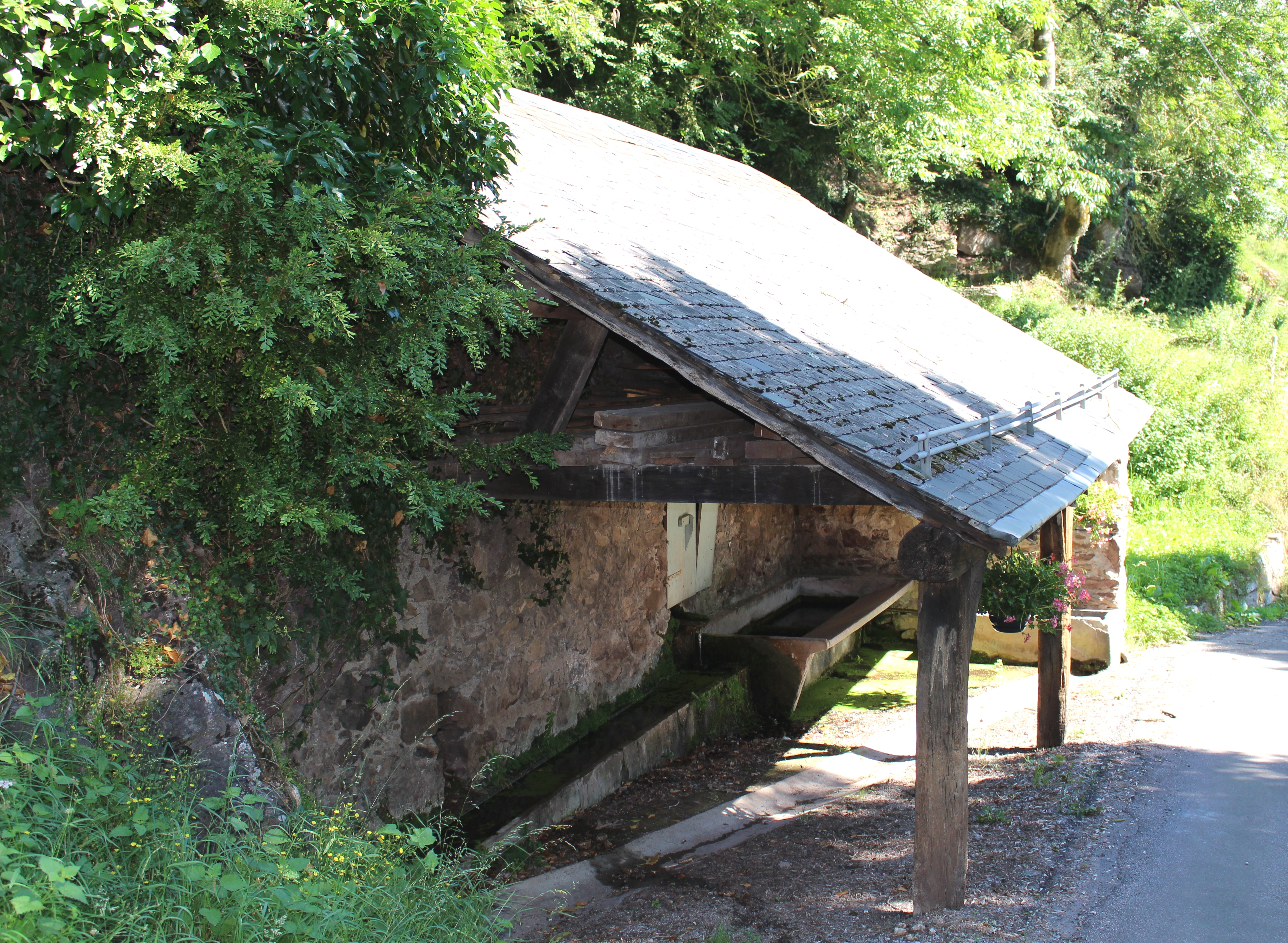
Le lavoir de Jumet en 2016.

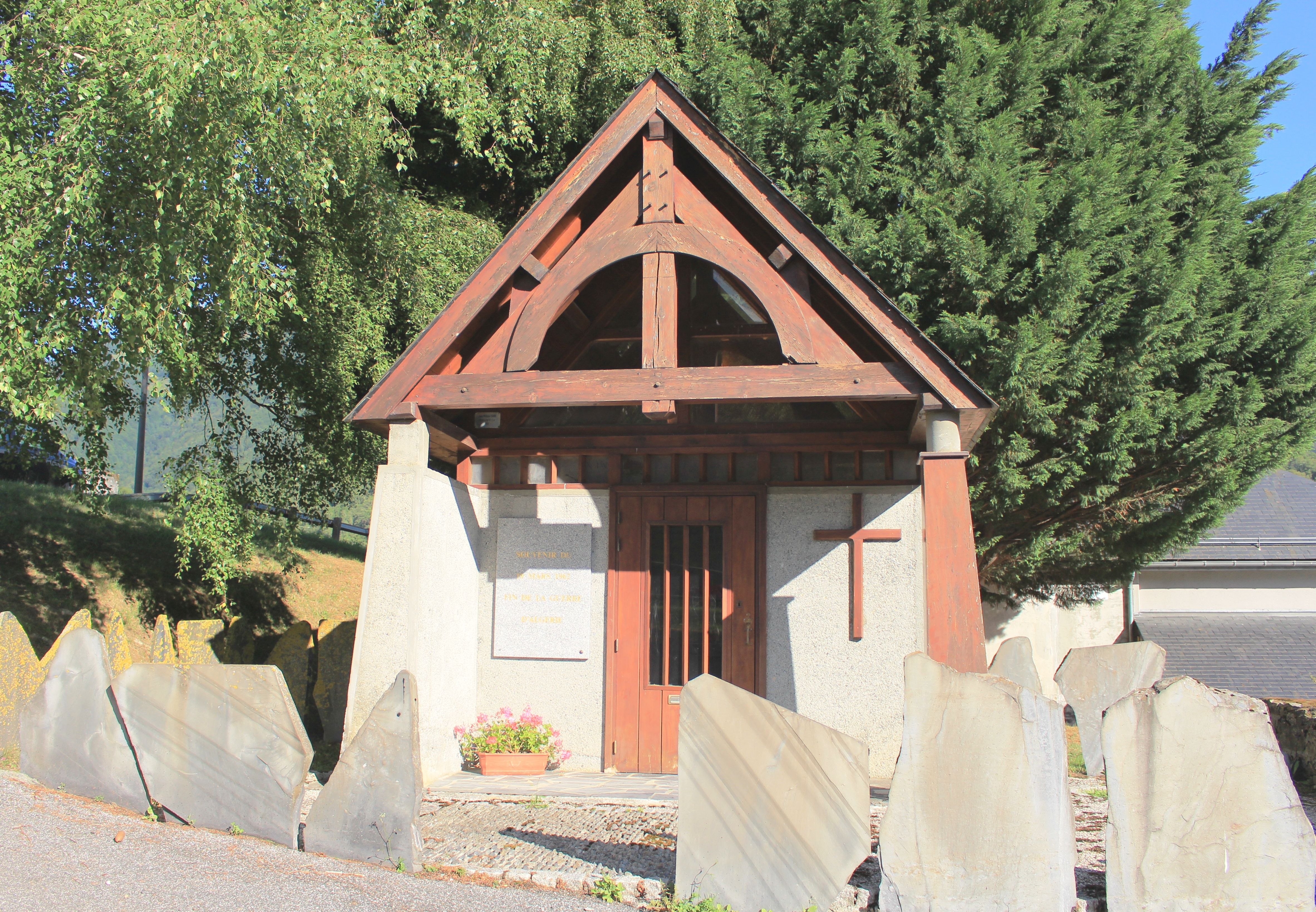
La chapelle de Beyrède en 2021.

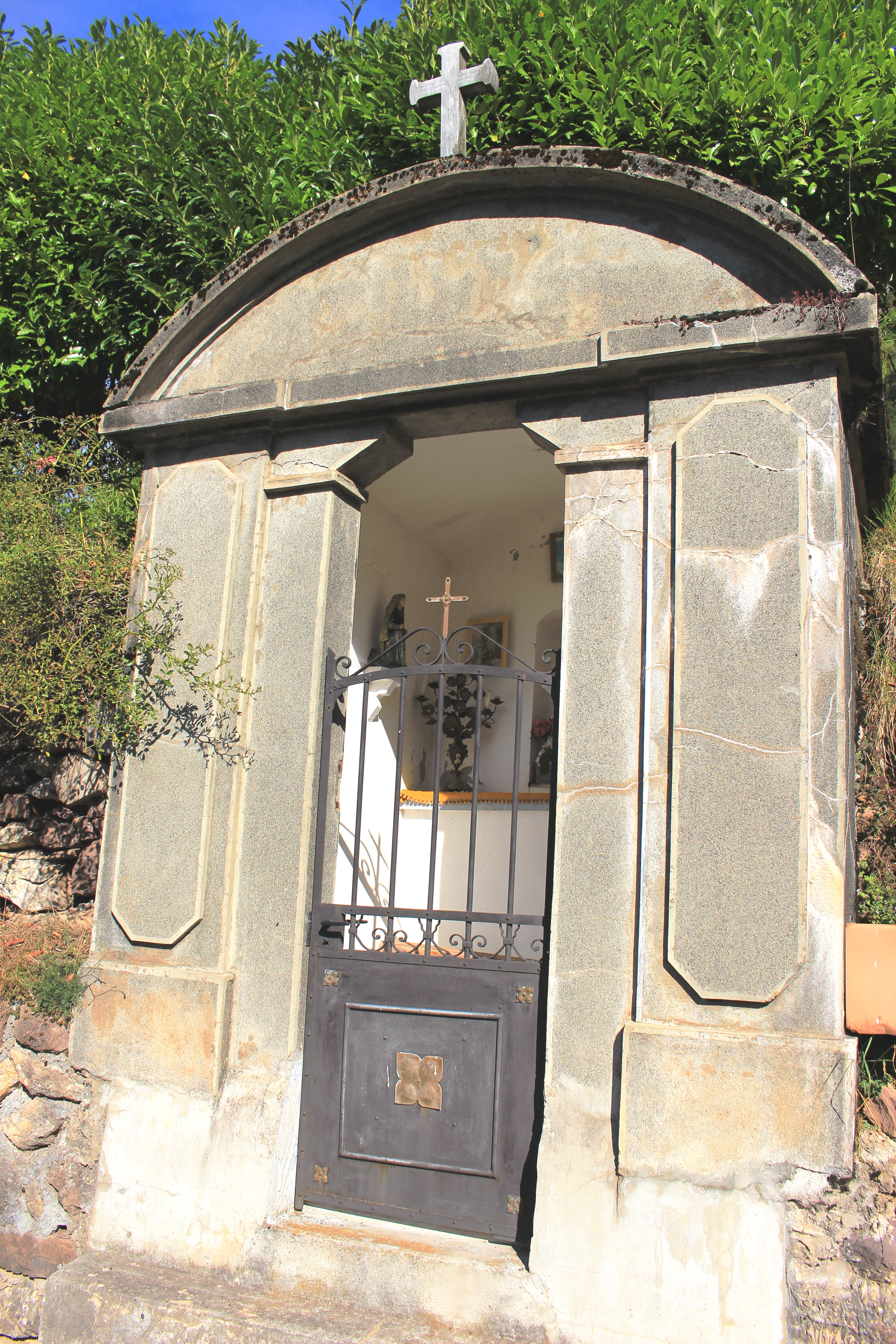
L'oratoire de Jumet.

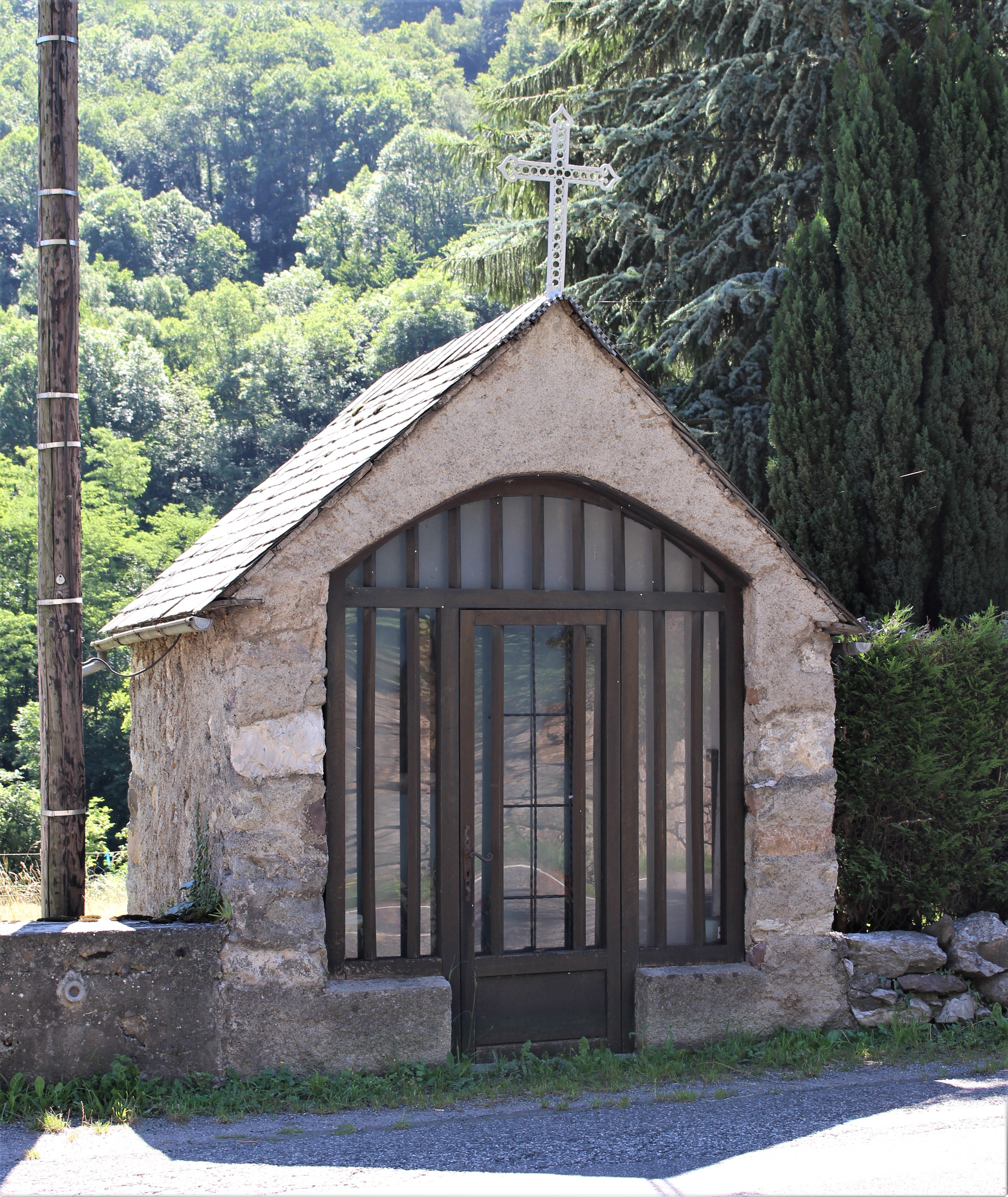
L'oratoire d'Escalère.

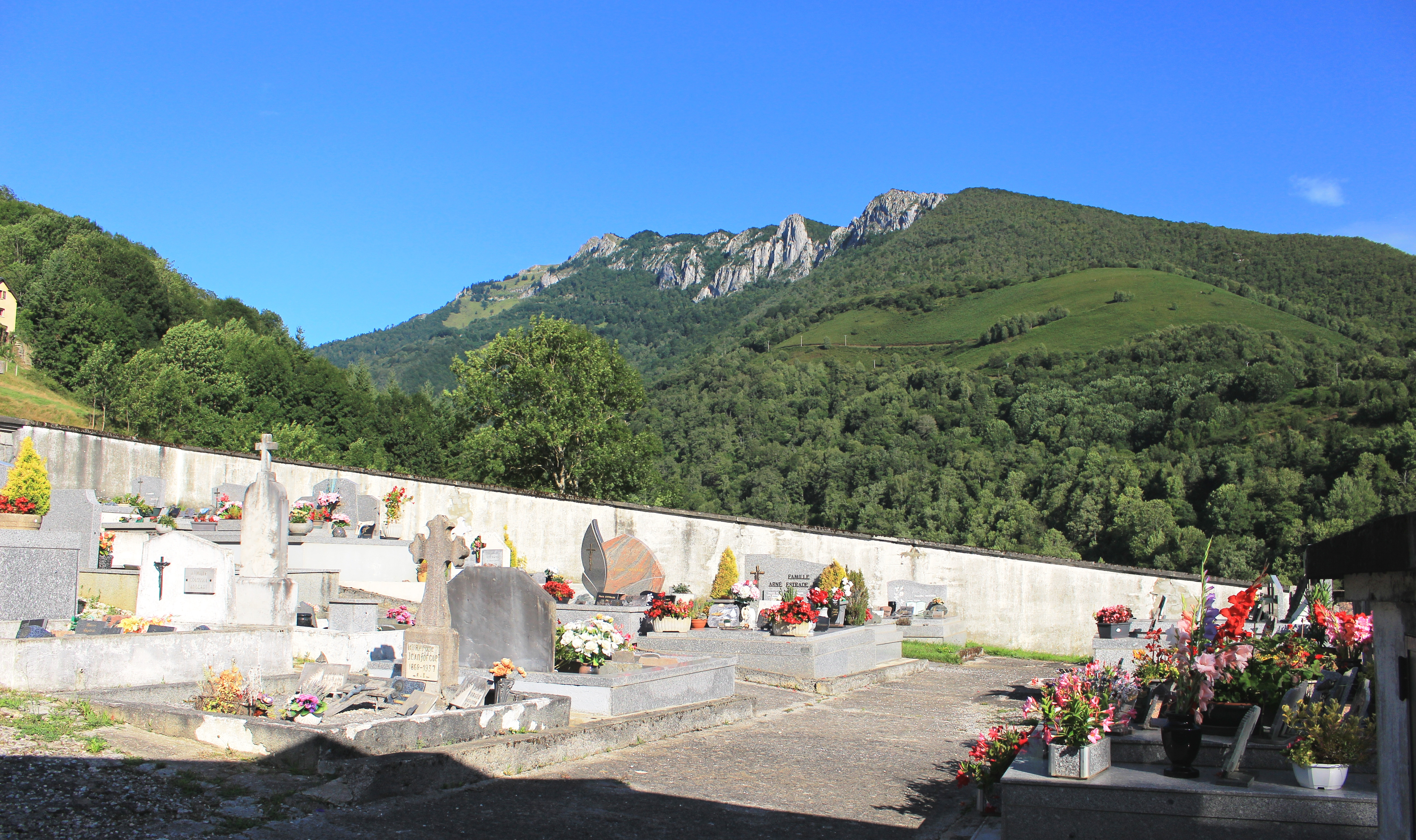
Le cimetière de Beyrède.

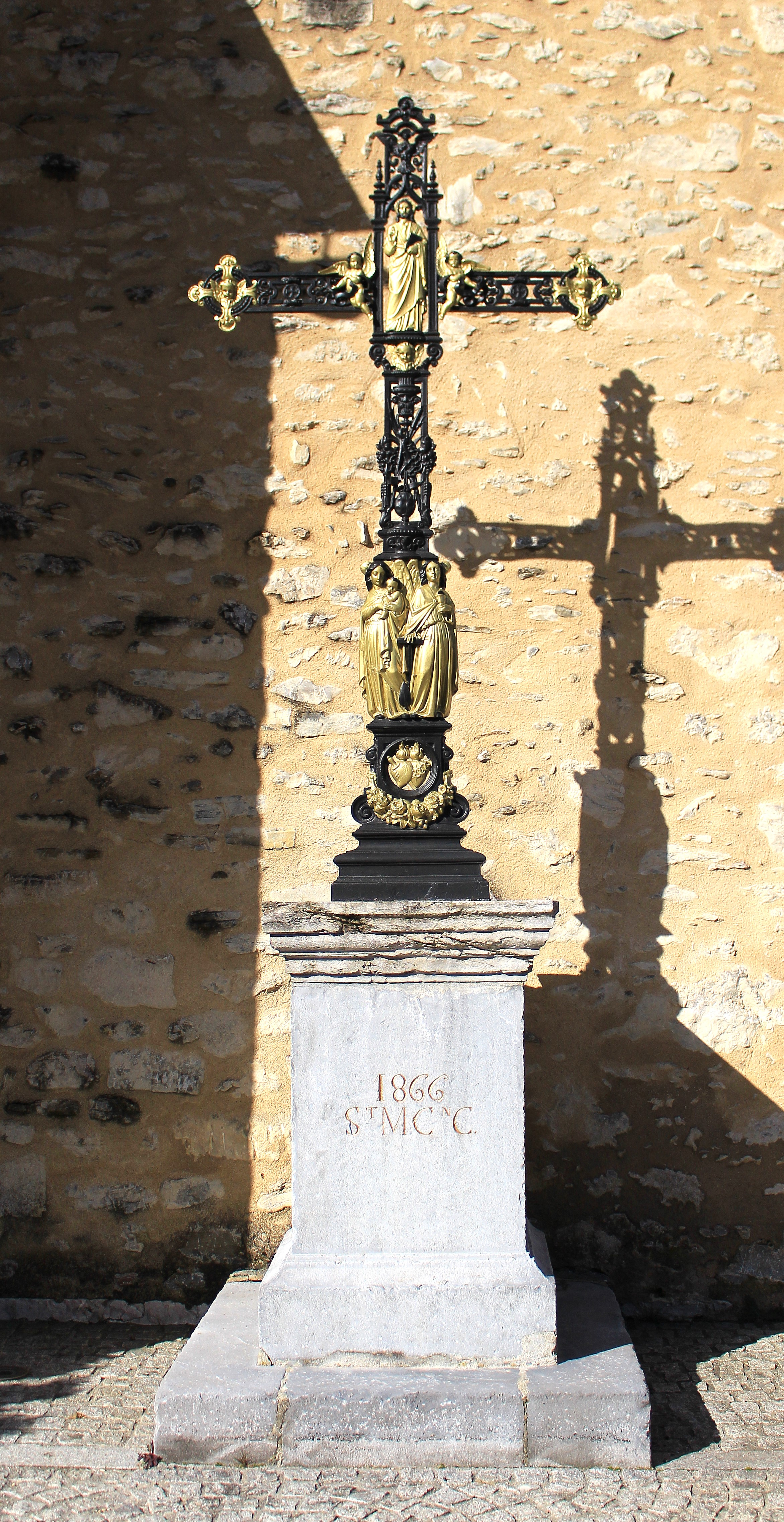
Croix de Beyrède.

### Lieux et monuments
- Église Saint-Martin de Beyrède.
- Église Saint-Geniès de Jumet.
- Église Saint-Laurent de Camous.
- La carrière de marbre de Beyrède fut utilisée à l'époque de Louis XIV et Louis XV, pour construire plusieurs cheminées du château de Versailles.
- Lavoir.
- Chapelle.

### Festivités

Sélection de vues des églises en 2016.
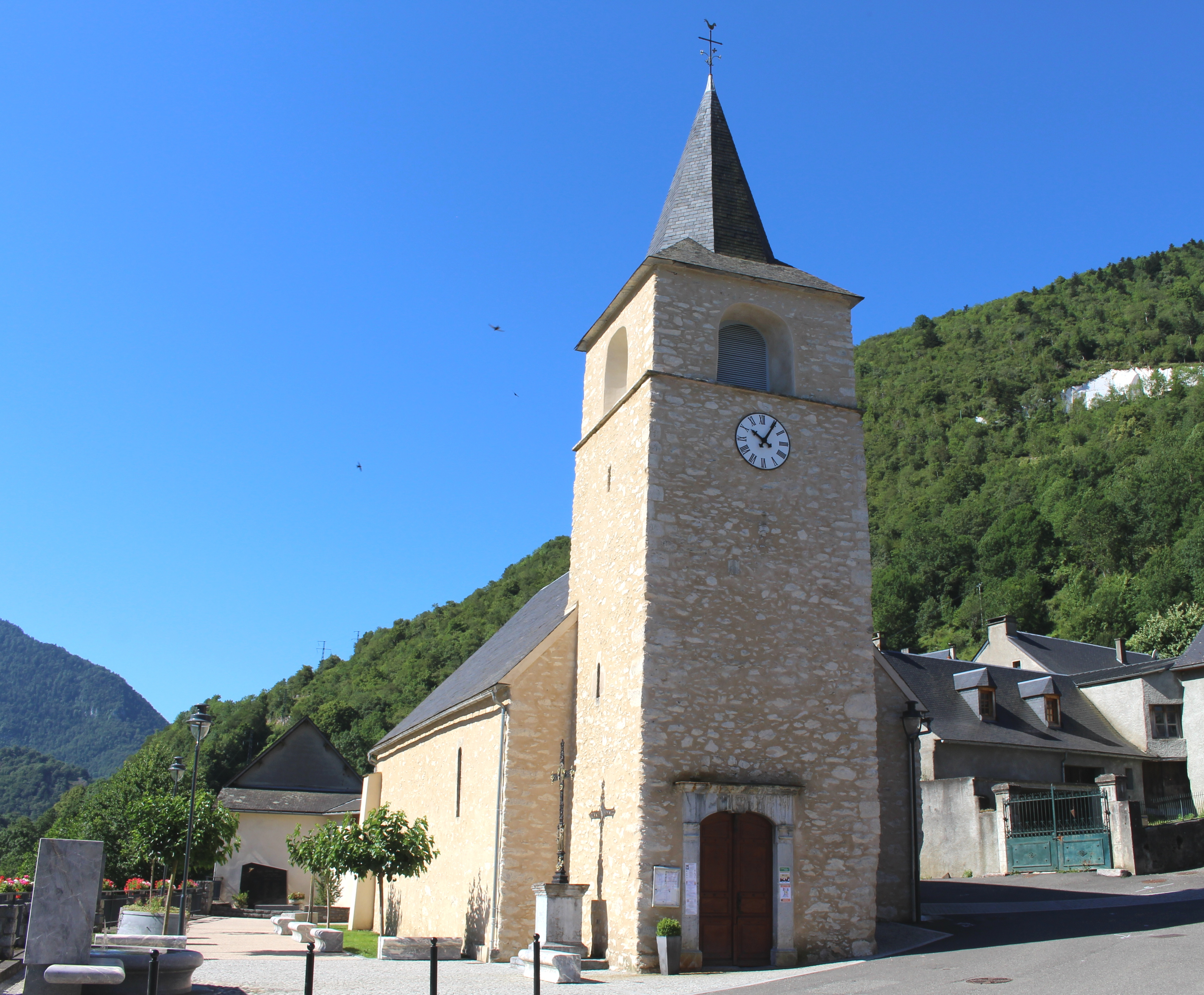
L'église de Beyrède.
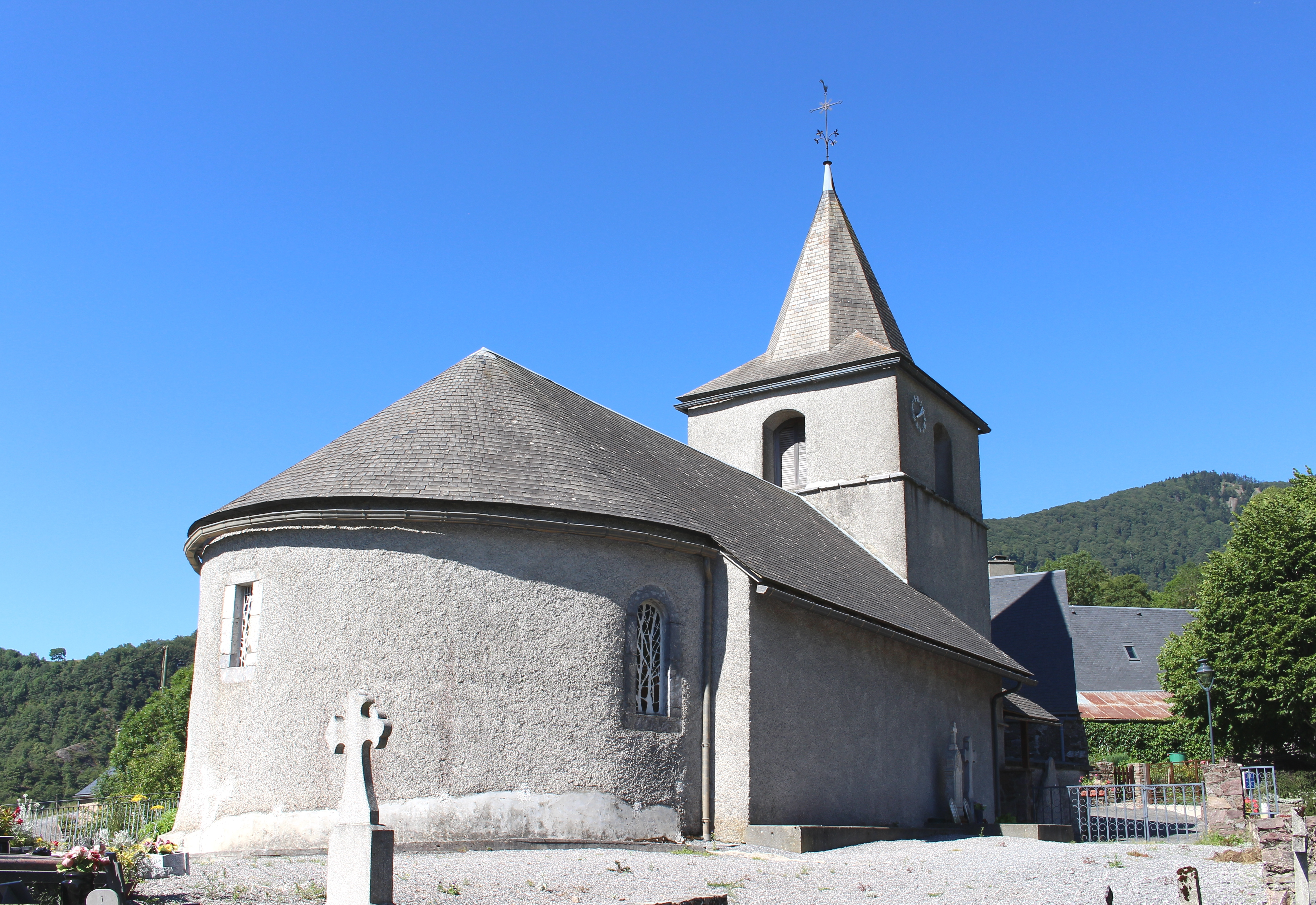
L'église de Jumet.
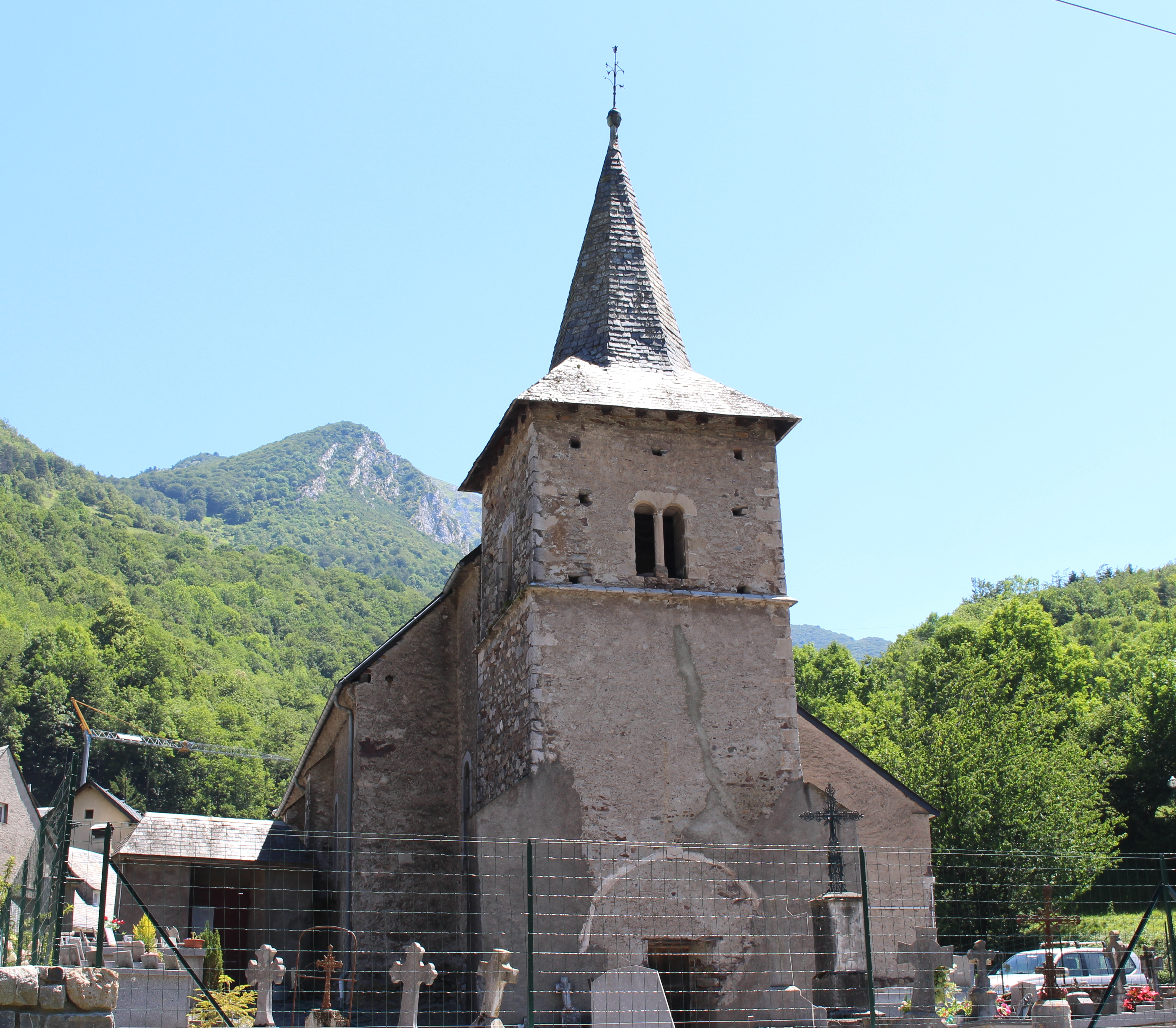
L'église de Camous.

### Personnalités liées à la commune
- Louis-Antoine de Pardaillan de Gondrin, 1er duc d'Antin (1711) fit ouvrir la carrière de marbre à Beyrède, mentionnée dans l'histoire du château de Versailles.
- Joachim Estrade, ingénieur natif de Beyrède-Jumet.

Sélection de vues des Monuments aux morts municipaux.
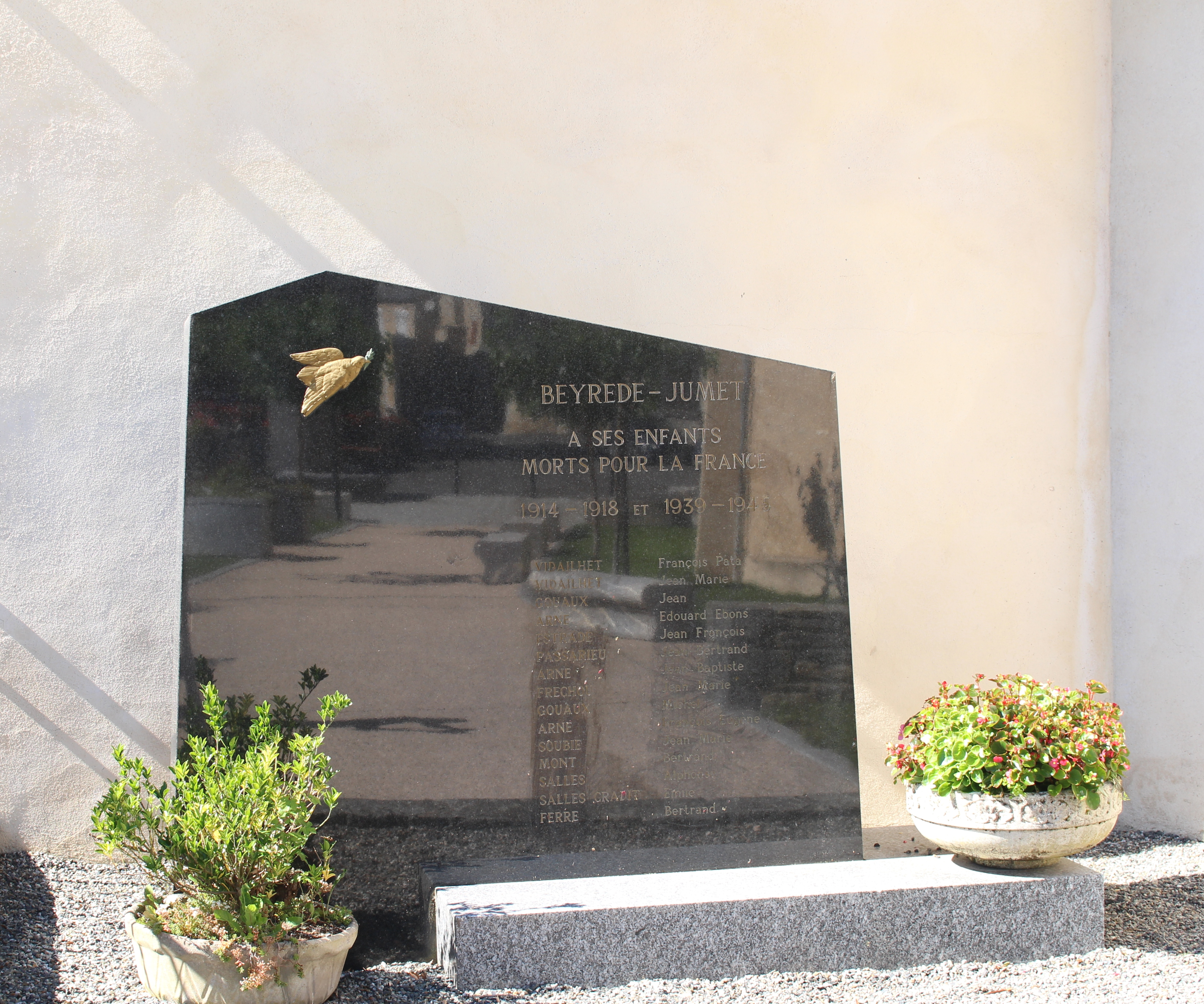
Beyrède
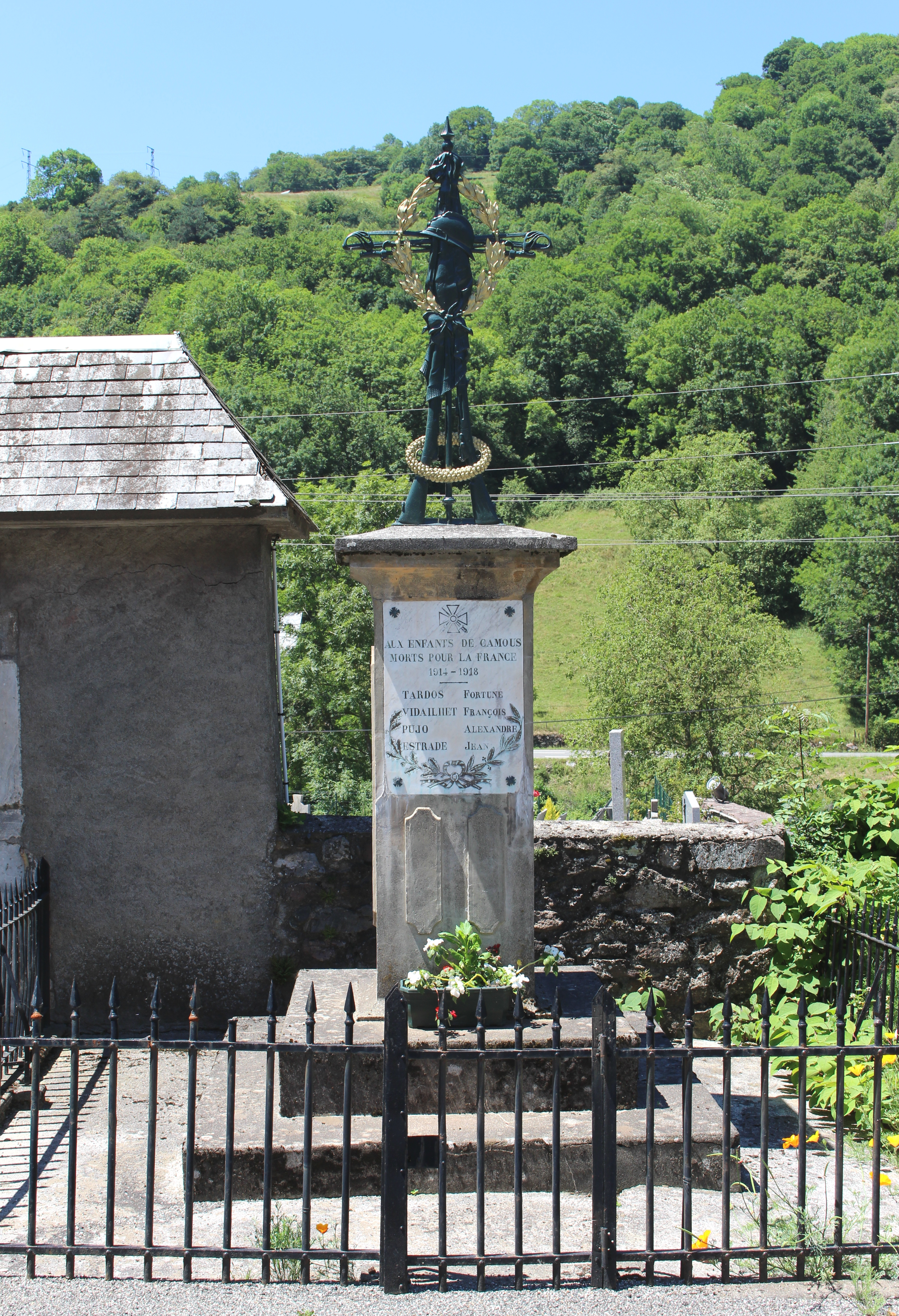
Camous